# إلياس كارالمبوس
الياس كارالمبوس (باليونانية: Ηλίας Χαραλάμπους)‏ (بالإنجليزية: Elias Charalambous)‏ (25 سبتمبر 1980 بإيست لندن في جنوب أفريقيا - ) هو لاعب كرة قدم جنوب أفريقي وقبرصي في مركز الدفاع. شارك مع منتخب قبرص لكرة القدم. أما مع النوادي، فقد لعب مع ليفادياكوس ونادي أومونيا ونادي أيك لارنكا ونادي باوك ونادي فاسلوي ونادي كارلسروه ودوكسا كاتوكوبياس ‏ وألكي لارانكا ‏.

## مسيرته الكروية
لعب إلياس كارالمبوس خلال مسيرته الاحترافية مع 8 أندية في عشرون موسمًا وسجل خلالها 20 هدف ضمن 362 مباراة. حيث فاز في ثلاثة مواسم بالكأس وفي ثلاثة مواسم بالدوري.
خاض إلياس كارالمبوس مسيرته مع نادي أومونيا في موسم 1999–00 في المرة الأولى ليلعب معه ستة مواسم ثم في موسم 2008–09 واستمر معه طيلة ثلاثة مواسم، مشاركًا طوالها في 172 مباراة سجل خلالها 11 هدفًا. ثم انتقل إلى نادي باوك في موسم 2005–06 واستمر معه طيلة ثلاثة مواسم، حيث شارك في 63 مباراة سجل خلالها هدفين. لينتقل بعدها إلى نادي كارلسروه في موسم 2011–12 لمدة موسم واحد، مشاركًا في 15 مباراة سجل خلالها هدفًا واحدًا. ثم انتقل إلى نادي فاسلوي في موسم 2012–13 لمدة موسم واحد، مشاركًا في 18 مباراة سجل خلالها هدفًا واحدًا أيضًا. هذا وانتقل لاحقًا إلى نادي ليفادياكوس في موسم 2013–14 لمدة موسم واحد، مشاركًا في 15 مباراة ولم يسجل أي هدف. ثم انتقل بعدها إلى نادي أيك لارنكا في موسم 2014–15 واستمر معه طيلة ثلاثة مواسم، مشاركًا في 50 مباراة سجل خلالها هدفًا واحدًا.

## روابط خارجية
- إلياس كارالمبوس على موقع الاتحاد الأوربي (الإنجليزية)
- إلياس كارالمبوس على موقع قاعدة بيانات كرة القدم.إي يو (الإنجليزية)
- إلياس كارالمبوس على موقع ناشيونال فوتبول تيمز (الإنجليزية)
- إلياس كارالمبوس على موقع Soccerway.com (الإنجليزية)
- إلياس كارالمبوس على موقع عالم كرة القدم.نت (الإنجليزية)